# Juicio contra Benjamín Netanyahu

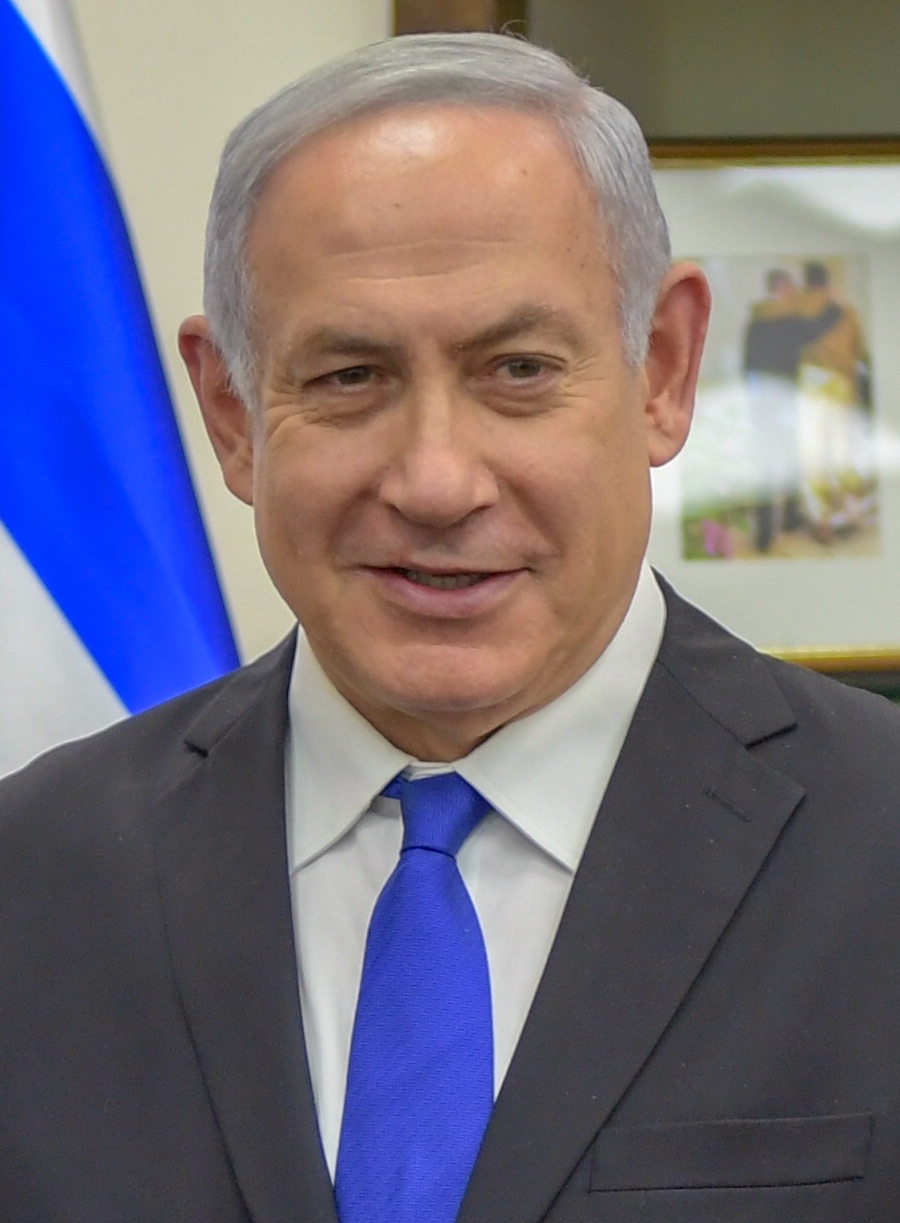
Netanyahu (visto aquí en 2018) sirvió como Primer Ministro de Israel de 1996 a 1999, de 2009 a 2021 y desde 2022 en adelante.

El juicio a Benjamín Netanyahu comenzó tras las investigaciones sobre acusaciones de soborno, fraude y abuso de confianza por parte de él y de aliados políticos cercanos dentro de su círculo íntimo durante su cuarto y quinto mandatos como primer ministro de Israel. La policía de Israel comenzó a investigar a Netanyahu en diciembre de 2016 y posteriormente recomendó acusaciones contra él.
El 21 de noviembre de 2019, Netanyahu fue acusado oficialmente de abuso de confianza, aceptación de sobornos y fraude, lo que lo llevó a renunciar legalmente a sus carteras ministeriales salvo la de primer ministro. El juicio de Netanyahu en el Tribunal de Distrito de Jerusalén comenzó el 24 de mayo de 2020 y los testimonios de los testigos comenzaron el 5 de abril de 2021. La fiscalía enumeró 333 testigos.  La acusación concluyó en julio de 2024, y la defensa, a partir del testimonio de Netanyahu, está prevista para diciembre de 2024.

## Descripción general
Se están presentando tres casos separados contra Netanyahu. El caso 1000, abierto en diciembre de 2016, involucra regalos y presentes valiosos que Netanyahu y su esposa recibieron de dos ricos empresarios a lo largo de los años. En el caso 2000 se grabaron conversaciones entre Netanyahu y Arnon Mozes. Se habló sobre , presidente y editor de Yedioth Ahronoth, uno de los periódicos más importantes de Israel. Hablaron sobre la posibilidad de una legislación que podría perjudicar a Israel Hayom, el principal competidor de Yedioth. El caso 4000 se relaciona con la relación entre la empresa de telecomunicaciones Bezeq y su regulador, el Ministerio de Comunicaciones, encabezado por Netanyahu en ese momento.
El 21 de noviembre de 2019, Netanyahu fue acusado oficialmente de fraude y abuso de confianza en los casos 1000 y 2000, y de fraude, abuso de confianza y aceptación de sobornos en el caso 4000.

### Caso 1000
En el caso 1000, Netanyahu está acusado de tener un conflicto de intereses mientras era Ministro de Comunicaciones y manejaba asuntos relacionados con los intereses comerciales de Arnon Milchan. La fiscalía alega que Netanyahu recibió puros caros y champán por valor de 195 000 dólares de Milchan y James Packer, un amigo de Milchan, durante un período de 20 años, así como joyas para la esposa de Netanyahu, Sara, por valor de 3100 dólares. Los cargos citan tres incidentes separados en los que Netanyahu supuestamente ayudó a Milchan:
1. Según las acusaciones, en 2013, el Primer Ministro Netanyahu abogó activamente por la ampliación de las exenciones fiscales para los residentes que regresaban, una medida que supuso importantes ventajas financieras para Milchan. Se presume que se puso en contacto con funcionarios del Ministerio de Finanzas sobre este asunto. Sin embargo, se opusieron a la iniciativa, alegando su inconsistencia con los intereses nacionales, lo que llevó a la denegación de la extensión de la exención.[5]
2. Según las acusaciones, en los años 2013 y 2014, Netanyahu pidió a John Kerry en tres ocasiones distintas que ayudara a Milchan a obtener una visa estadounidense.[6][7]
3. Según las acusaciones, en 2015, Netanyahu dio instrucciones al director general del Ministerio de Comunicaciones, Shlomo Filber, para ayudar a Milchan en asuntos regulatorios. Esta directiva estaba relacionada con un acuerdo de fusión entre las empresas de comunicaciones Reshet y Keshet, con el objetivo de asegurar la rentabilidad de una inversión que Milchan estaba considerando.[8][9]

### Caso 2000
El caso 2000 (también conocido como el caso Netanyahu-Mozes) es una investigación criminal que se refiere a la relación entre Netanyahu y el editor y propietario mayoritario de Yedioth Ahronoth, Arnon Mozes . La investigación fue realizada por la Unidad Nacional de Investigación de Fraudes de la Policía israelí a partir de enero de 2017. Según las acusaciones, Mozes le ofreció a Netanyahu un cambio significativo para mejor en la forma en que Netanyahu y los miembros de su familia son cubiertos en Yedioth Ahronoth, y un cambio para peor en la forma en que sus oponentes políticos son cubiertos. A cambio, Netanyahu debería utilizar su influencia para promover una legislación que impondría restricciones a Israel Hayom y traería importantes beneficios financieros a Mozes y sus negocios.
En noviembre de 2019, el fiscal general Avichai Mandelblit anunció que había decidido presentar una acusación contra Netanyahu por fraude y abuso de confianza y contra Moses por intento de soborno. El juicio comenzó en mayo de 2020.

### Caso 4000
El caso 4000 involucra al conglomerado de comunicaciones Bezeq . La investigación se centró en las acusaciones de que Netanyahu había prometido cambios regulatorios que serían favorables a los intereses comerciales de Shaul Elovitch, el propietario de Bezeq, a cambio de una cobertura positiva de Netanyahu y su familia por parte del sitio web de noticias de Elovitch, Walla!. Netanyahu fue acusado de fraude, abuso de confianza y soborno en este caso. Elovitch también fue acusado de soborno. Los cargos contra Netanyahu incluyen recibir sobornos y actuar en un conflicto de intereses como Ministro de Comunicaciones. La policía israelí recomendó presentar cargos de soborno contra Netanyahu en diciembre de 2018. El 21 de noviembre de 2019, el fiscal general israelí Avichai Mandelblit presentó cargos oficialmente contra Netanyahu y Elovitch.
Durante las protestas por la reforma judicial israelí de 2023, Netanyahu destituyó al ministro de Defensa, Yoav Galant, de su cargo el 26 de marzo de 2023. Después de esto, Boaz Ben Zur, el abogado de Netanyahu en el caso 4000, le dijo a Netanyahu que renunciaría si Netanyahu no detenía la legislación propuesta.

## Protestas
En septiembre de 2017, los manifestantes comenzaron a realizar manifestaciones semanales los domingos en Petah Tikva durante 41 semanas consecutivas, en protesta por lo que percibían como interferencias en las investigaciones y demoras del Fiscal General de Israel Avichai Mandelblit. Además, en la plaza Rabin de Tel Aviv se celebraron manifestaciones contra la corrupción gubernamental. Como Netanyahu permaneció en el poder a pesar de haber sido acusado formalmente, las protestas crecieron sustancialmente en 2020 y 2021. Estas protestas se vincularían más tarde con las manifestaciones de 2023 que se desencadenaron por una propuesta de reforma judicial.

## Acusación
El 19 de diciembre de 2018, el fiscal estatal israelí Shai Nitzan recomendó al fiscal general israelí Avichai Mandelblit que se acusara a Netanyahu. El 20 de diciembre de 2018, el fiscal general israelí, Avichai Mandelblit, dijo que «trabajaría rápidamente» en el caso, pero «no a expensas de la calidad de las decisiones y el profesionalismo».
El 28 de febrero de 2019, la Corte Suprema de Israel rechazó una moción presentada por el partido Likud de Netanyahu para bloquear la publicación de las recomendaciones del fiscal general. Ese mismo día, Mandelblit anunció que había aceptado las recomendaciones de la policía de acusar a Netanyahu por tres de los cargos y que la acusación entraría oficialmente en vigor después de una audiencia.
La audiencia tuvo lugar en octubre de 2019 y el 21 de noviembre Netanyahu fue acusado en los casos 1000, 2000 y 4000 por cargos que incluyen abuso de confianza, aceptación de sobornos y fraude.
Como resultado de la acusación, Netanyahu se vio legalmente obligado a renunciar a todos sus ministerios, excepto el de primer ministro.

### Solicitud de inmunidad
Netanyahu presentó una solicitud de inmunidad al presidente del Parlamento, Yuli Edelstein, el 1 de enero de 2020. Muchos diputados, entre ellos Avigdor Lieberman de Yisrael Beiteinu, Benny Gantz de Azul y Blanco y Stav Shaffir del Partido Verde, criticaron la solicitud. Lieberman pidió a la Knesset que restableciera los comités que habían sido disueltos (y también indicó que su partido votaría en contra de una solicitud de inmunidad); sin un comité de la Knesset, no habría ninguna acción sobre la inmunidad de Netanyahu hasta después de las elecciones de marzo. Según el columnista del Times of Israel Raoul Wootliff, la elección se había convertido en realidad en una carrera para ganar suficientes escaños para que Netanyahu pudiera solicitar con éxito inmunidad a más de la mitad de los diputados. El asesor jurídico de la Knesset, Eyal Yinon, dictaminó el 12 de enero de 2020 que no había ningún impedimento para formar un comité de la Knesset que pudiera impedir que Netanyahu recibiera inmunidad. Si su solicitud de inmunidad no fuera aceptada, su juicio podría comenzar. Al día siguiente se formó dicho comité. En consecuencia, Netanyahu retiró su solicitud de inmunidad el 28 de enero de 2020; los cargos en su contra fueron confirmados oficialmente y presentados en el Tribunal de Distrito de Jerusalén el mismo día.

## Preludio al juicio
El 18 de febrero de 2020, el Ministerio de Justicia anunció que el juicio de Netanyahu comenzaría en el Tribunal de Distrito de Jerusalén el 17 de marzo de 2020.
El 9 de marzo de 2020, Netanyahu presentó una moción para retrasar el juicio durante 45 días. El 10 de marzo, el tribunal rechazó esta propuesta y confirmó la fecha original del juicio. Sin embargo, el 15 de marzo de 2020, el inicio del juicio se pospuso hasta el 24 de mayo como resultado de las restricciones relacionadas con el coronavirus . El Tribunal de Distrito de Jerusalén ordenó a Netanyahu comparecer en persona en la apertura de su juicio.

## Juicio
El juicio comenzó el 24 de mayo de 2020 en el Tribunal de Distrito de Jerusalén, presidido por los jueces Rivka Friedman-Feldman, Moshe Bar-Am y Oded Shaham, y Friedman-Feldman como juez principal. El equipo de la fiscalía está encabezado por la fiscal adjunta del Estado Liat Ben-Ari, junto con Yonatan Tadmor, jefe adjunto de la División de Delitos Económicos de la Fiscalía del Estado del Distrito de Tel Aviv, y Yehudit Tirosh, director del Departamento de Valores de la Autoridad de Valores de Israel. El equipo de defensa de Netanyahu incluía inicialmente a Amit Hadad, el abogado defensor principal, junto con Noa Milstein, Avichai Yehosef y Yair Leshem, con Micha Fettman también en el equipo. Sin embargo, Fettman abandonó el equipo de defensa después de la primera audiencia y fue reemplazado por Yossi Segev, y Boaz Ben-Tzur se unió al equipo después de la segunda audiencia.
El juicio tuvo cuatro audiencias preliminares en 2020. En la primera audiencia estuvieron presentes Netanyahu y otros tres acusados, Shaul Elovitch, Iris Elovitch y Arnon Mozes, y los jueces leyeron los cargos. Netanyahu quedó exento de comparecer en la mayoría de las audiencias posteriores. El 5 de abril de 2021, el juicio pasó a la fase de audiencia de testimonios de testigos. A principios de 2022, surgieron informes sobre negociaciones para un posible acuerdo de culpabilidad, pero eso no se materializó. En abril de 2023, la Fiscalía y la defensa llegaron a un acuerdo para recortar la presencia de testigos no esenciales de la acusación, de modo que el número de testigos de la acusación que testifican se reduzca a alrededor de 60; con este acuerdo, se espera que la fase de audiencia de testigos de la acusación finalice en el primer semestre de 2024.
Tres ex confidentes de Netanyahu fueron implicados en cargos criminales y aceptaron servir como testigos estatales como parte de acuerdos de culpabilidad: Shlomo Filber, ex director del Ministerio de Comunicaciones, Nir Hefetz, exasesor, y Ari Harow, exjefe de gabinete de Netanyahu. Otros testigos clave incluyen a Ilan Yeshua, ex director ejecutivo de Walla! Noticias, Hadas Klein, asistente personal de Milchan que estaba a cargo de comprar y suministrar los supuestos regalos ilegales y el propio Arnon Milchan. El testimonio de Milchan, que tuvo lugar a fines de junio y principios de julio de 2023, se realizó vía video desde Brighton, Reino Unido, ya que se le permitió ausentarse en persona debido a problemas de salud. Antes del testimonio de Milchan, en una reunión privada con la fiscalía y la defensa, los jueces sugirieron que los cargos de soborno podrían ser difíciles de probar, e imploraron a ambas partes que consideraran un acuerdo de culpabilidad "por el bien del país".
El 5 de diciembre de 2023, los jueces de primera instancia acordaron reducir el número de audiencias judiciales a dos días por semana debido a las preocupaciones de seguridad relacionadas con la actual guerra entre Israel y Gaza. A finales de diciembre de 2023, se decidió que el número de días aumentaría a cuatro en febrero de 2024. En enero anunciaron que habría tres días de discusiones a partir del 22 de ese mes. La exministra israelí Tzipi Livni testificó el 20 de marzo de 2024 que se sorprendió cuando en 2014 Netanyahu permitió a los ministros votar como mejor les pareciera una ley que habría perjudicado al periódico libre fervientemente pro-Netanyahu, Israel Hayom, supuestamente a cambio de una mejor cobertura por parte de Yedioth Ahronoth.
El juicio concluyó en julio de 2024. El testimonio de Netanyahu está previsto que comience el 2 de diciembre, tras una petición de la defensa de posponer su testimonio para darle tiempo a prepararse.  El 10 de noviembre, la defensa presentó otra moción para posponer el testimonio, por diez semanas adicionales, hasta fines de febrero de 2025; el 13 de noviembre, el tribunal denegó la moción y dictaminó que el testimonio debería comenzar el 2 de diciembre según lo programado.